# Callanthias
Callanthias é um género de peixes coloridos pertencentes à família Callanthiidae e são conhecidos como percas-reais, com 18–60 cm de comprimento, em geral com marcas brilhantes das cores laranja, rosado, amarelo ou azul. O género tem uma distribuição natural centrada nas águas subtropicais do Oceano Pacífico, mas C. allporti ocorre no sueste do Oceano Índico, C. legras no sueste do Oceano Atlântico e C. ruber no nordeste daquele oceano, incluindo o Mediterrâneo. As espécies integradas neste género são residentes das áreas rochosas, com preferência para os recifes oceânicos, com profundidades de 20 a 500 m.

## Espécies
Apesar de pertencerem a famílias distintas, algumas espécies integradas no género Callanthias foram  Anthias foram no passado consideradas como pertencentes ao género Anthias. A base de dados FishBase considera as seguintes espécies integradas no género Callanthias:
- Callanthias allporti Günther, 1876 Perca-real-de-Allport
- Callanthias australis Ogilby, 1899 Perca-real-australiana
- Callanthias japonicus Franz, 1910 Perca-real-japonesa
- Callanthias legras Smith, 1948 Perca-real-do-cabo
- Callanthias parini Anderson & Johnson, 1984 Perca-real-de-Nasca
- Callanthias platei Steindachner, 1898 Perca-real-ilhoa
- Callanthias ruber (Rafinesque, 1810) Canário-do-mar ou perca-real-do-Atlântico
- Callanthias splendens Griffin, 1921 Perca-real-maori